# Nova Scotia Highway 101

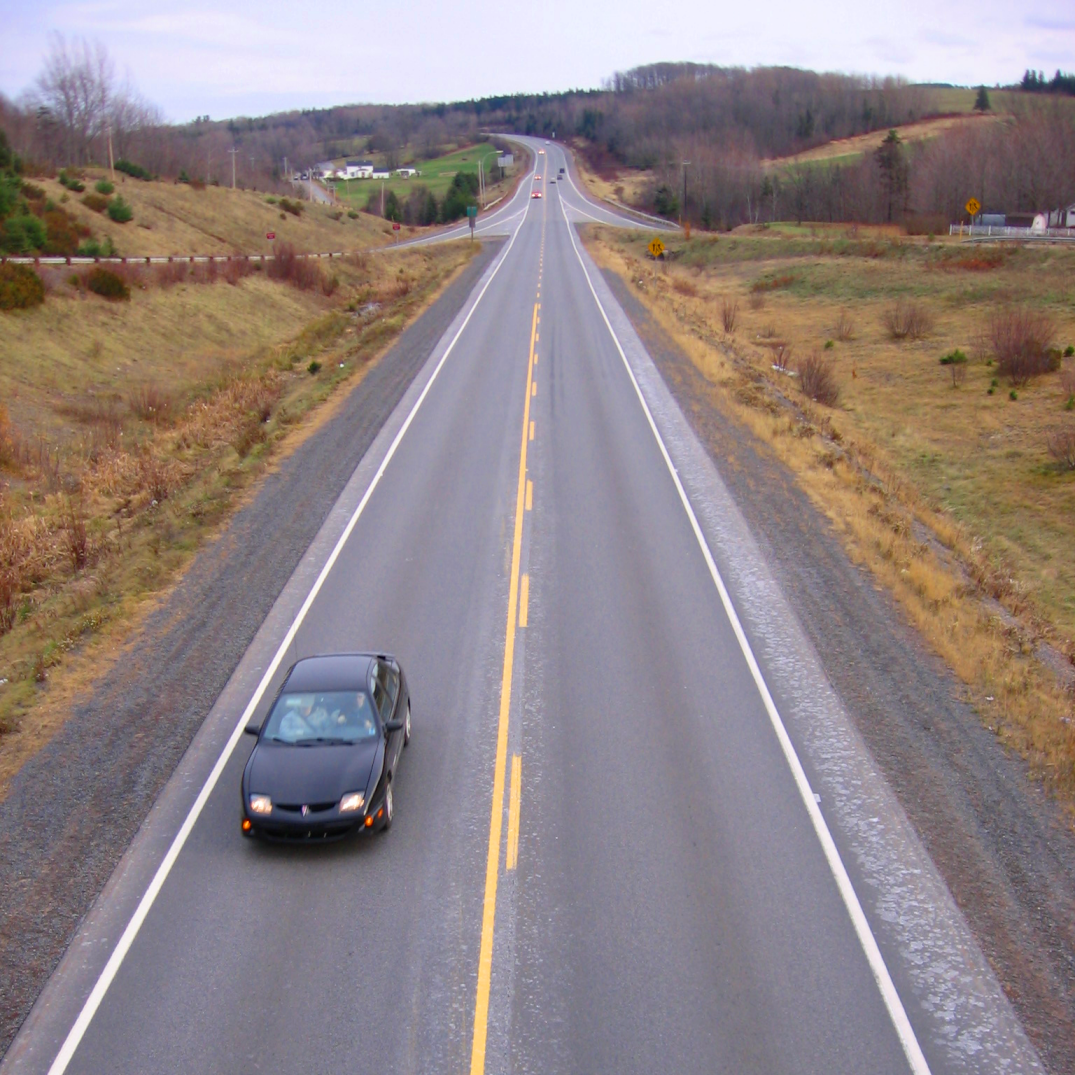
Highway 101 bei Kentville

Der Nova Scotia Highway 101 ist ein Highway im Westen der kanadischen Provinz Nova Scotia. Er hat eine Länge von 310 km und ist Bestandteil des National Highway Systems. Der Highway wird zu Ehren der heimischen Landwirtschaft Harvest Highway genannt.

## Verlauf
Der Highway beginnt im Nordwesten der Provinzhauptstadt Halifax und führt von dort in das Annapolis Valley. Das Annapolis Valley wird intensiv landwirtschaftlich genutzt, daher der Eigenname des Highways. Der Streckenabschnitt bis Three Mile Plains ist vierspurig ausgebaut, darüber hinaus ist die gesamte Strecke kreuzungsfrei erstellt worden. Die Route führt von dort aus parallel zur nordwestlichen Küste der Nova-Scotia-Halbinsel. Parallel zum Highway 101 folgt auch Trunk Highway 1, der in einzelnen Streckenabschnitten auch über Highway 101 geführt wird. Dieser erschließt die einzelnen Orte entlang von Highway 101, Highway 101 dient in häufigen Fällen als Ortsumgehung.
Streckenweise verläuft der Highway durch die Randbereiche, die sogenannte Transition Zone, des Biosphärenreservates Southwest Nova.